# Vocal Line
Vocal Line er et dansk a cappella kor, som blev dannet 30. januar 1991 i Aarhus af Jens Johansen, dirigent og lektor i Musikvidenskab ved Aarhus Universitet. Korets erklærede mål er udvikling af nye udtryksformer inden for den rytmiske kormusik. Koret består af 32 sangere fordelt på otte stemmegrupper samt vokal percussion.
Vocal Line har gennem årene haft en omfattende koncertvirksomhed med turneer i både indland og udland, ligesom koret har udgivet adskillige albums. Desuden har Vocal Line optrådt som backing for kunstnere som The Rolling Stones, Tv·2, Tina Dickow, Bobby McFerrin, Rasmus Walter og Queen Machine.

## Musikalsk stil
Vocal Lines lyd er kendetegnet ved kombinationen af to ting fra vokalmusikken: Den store klang fra den traditionelle kormusik og de detaljerige arrangementer fra mindre vokalgrupper som Take 6 (USA), The Real Group (Sverige) og Bobby McFerrins Voicestra (USA).

## Eurovision Choir 2019
Vocal Line repræsenterede i 2019 Danmark som deltager i EBU's konkurrence Eurovision Choir, en pendant til Eurovision Song Contest, transmitteret direkte på DR1 med værterne Ole Tøpholm og Phillip Faber. Vocal Line vandt konkurrencen med  arrangementer af Tina Dickows "True North" og Lisa Nilssons "Viola".

## Diskografi
- 1996: Step by Step
- 1999: Dream Rhymes
- 2003: Emotional Landscapes
- 2006: Vocal Stories
- 2010: Beauty in the Breakdown
- 2013: Precious Things
- 2016: It’s Coming On Christmas
- 2018: True North